# Пента-Акуателла
Пента-Акуателла (фр. Penta-Acquatella, корс. A Penta è Acquatella) — коммуна во Франции, находится в регионе Корсика. Департамент коммуны — Верхняя Корсика. Входит в состав кантона Голо-Морозалья. Округ коммуны — Бастия.
Код INSEE коммуны — 2B206.

## Население
Население коммуны на 2008 год составляло 42 человека.
| 1962 | 1968 | 1975 | 1982 | 1990 | 1999 | 2008 |
| ---- | ---- | ---- | ---- | ---- | ---- | ---- |
| 112  | 112  | 71   | 53   | 37   | 40   | 42   |

## Экономика
В 2007 году среди 30 человек в трудоспособном возрасте (15—64 лет) 19 были экономически активными, 11 — неактивными (показатель активности — 63,3 %, в 1999 году было 48,3 %). Из 19 активных работали 15 человек (10 мужчин и 5 женщин), безработных было 4 (1 мужчина и 3 женщины). Среди 11 неактивных 1 человек был учеником или студентом, 5 — пенсионерами, 5 были неактивными по другим причинам.